# مبدأ الثبات (لغويات)
يشير مصطلح مبدأ الثبات في اللسانيات المعرفية إلى محاولة بسيطة لشرح أوجه التشابه والاختلاف بين كيف يمكن لفكره  أن تفهم عند استخدامنا للكلام العادي، وكيف يمكن لنفس الفكرة أن تفهم  عند استخدامنا الاستعارة المفاهيمية.
Kövecses (2002: 102) وفر الأمثلة التالية
لتوضيح فكرة مبدأ الثبات بشرح المعاني للفعل الإنجليزي give / يعطي
She gave him a book. (source 
language)
أعطته كتاب
عندما نستخدم الاستعارة المفهومية السببية هي نقل نحصل على:
(أ) وأعطته قبلة.
(ب) أعطت له الصداع.
ومع ذلك، فإن الاستعارة لاتفعل بنفس الطريقة في كل جملة يوجد فيها الفعل give ، كما رأينا في:
(ب) أعطته صداع, و لا زال لديه.
(a') *وأعطته قبلة و لا زال لديه.
مبدأ الثبات يوفر لنا الفرضية التالية: أن الاستعارة تنقل فقط أجزاء من المعنى من المصدر التي تتفق مع أجزاء المعنى في الهدف،  التركيب الأساسي المتفق يكون مبدأ الثبات. 
جورج لاكوف ومارك تيرنر بدأو بفرضية الثبات وبعد مراجعات أسموها مبدأ الثبات. لاكوف 1993 يعرف مبدأ الثبات كالتالي: 
النقل الاستعاري يحفظ المخطط المعرفي (تركيب الصورة البيانية للمصدر، بطريقه تتفق مع التركيب الداخلي للهدف)